# Casa't amb mi!
Casa't amb mi! (títol original en alemany, Marry Me – Aber bitte auf Indisch) és una pel·lícula de comèdia alemanya de 2015 dirigida per Neelesha BaVora. És protagonitzada per Maryan Zaree, Steffen Groth, Fahri Yardim i Bharati Jaffrey. Es va estrenar a Alemanya el 2 de juliol de 2015. Aquesta pel·lícula ha estat doblada al català.

## Argument
La Kishori, soltera amb una filla, viu amb la seva germana Sonal en una casa a Berlín. Aquesta casa és propietat de la família i, a més de llogar els pisos a inquilins, la Kishori regenta una cafeteria a peu de carrer, que va fundar la seva difunta mare. Tot canvia quan reben la visita de l'àvia Sujata de l'Índia, que és estricta i tradicional. Aquesta vol vendre la casa llevat que Kishori es casi amb el pare de la seva filla, Robert. Robert és un dels inquilins de la casa i els dos decideix fingir que són una parella normal i comencen a planificar el casament indi. La situació es complica quan Sujata decideix contractar un nou cuiner pel restaurant, Karim.

## Repartiment[7]

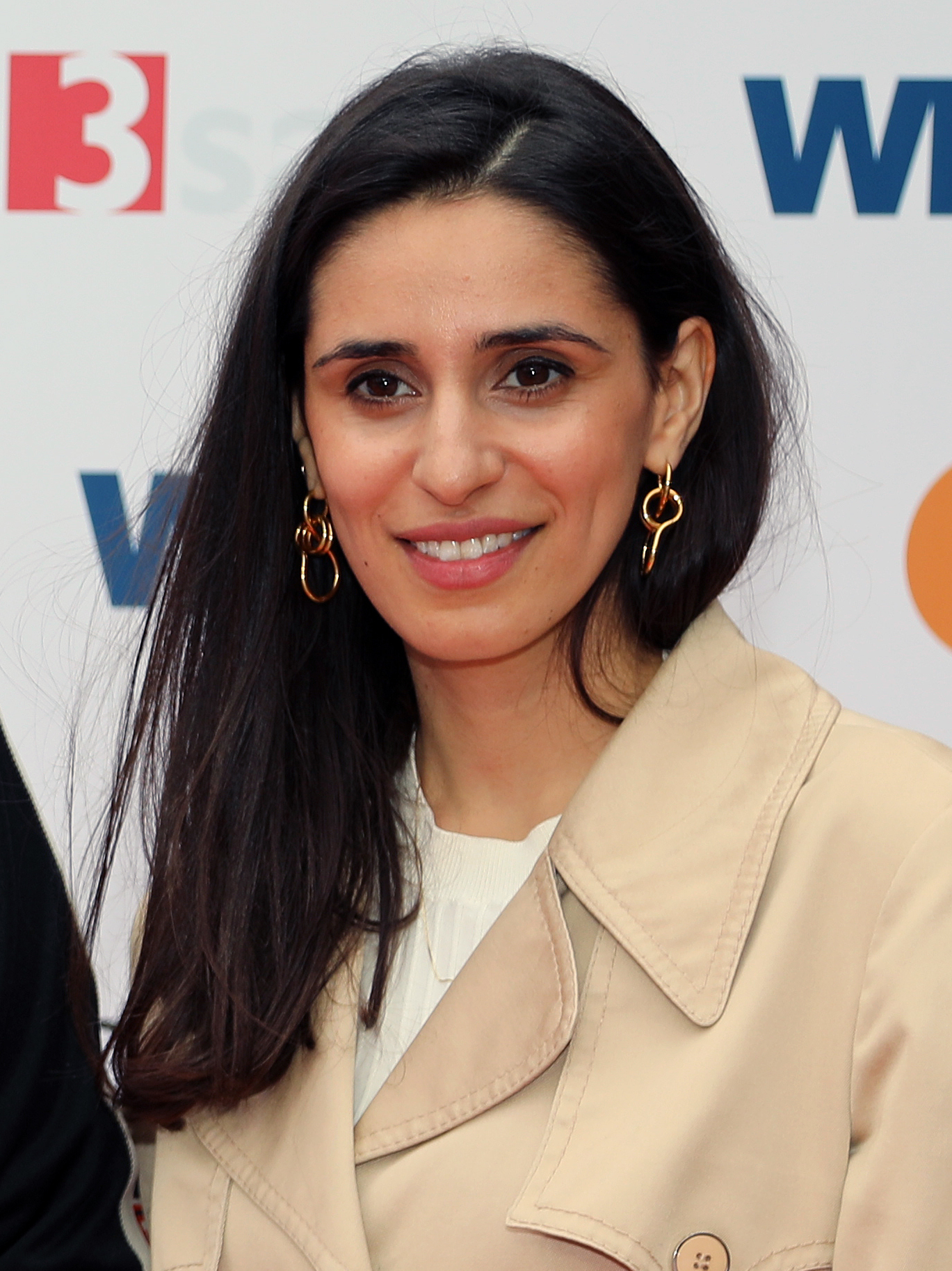
Maryan Zaree, protagonista de la pel·lícula, a la cerimònia dels premis Grimme el 2018.

- Maryan Zaree com a Kishori, la protagonista de la pel·lícula i regenta del local
- Bharati Jaffrey com Sujata, àvia de Kishori
- Fahri Yardim com a Karim, nou cuiner
- Mira Kandathil com a Sonal, germana de Kishori
- Steffen Groth com a Robert, pare de Meena
- Rebecca Rudolph com a Laura
- Lila Marschall com a Meena, filla de Kishori
- Wolfgang Stumph com a Manfred, inquilí a la casa
- Renate Kröβner com a Uschi
- Idil Baydar com a Fatma
- Stephan Grossmann com a Joshi Kumar
- Knut Berger com a Dominik
- Grace Risch com a Erna
- Daniel Steiner com a Sebastian
- Serdar Somuncu com a taxista
- Laura de Boert com a Marta
- Irshad Panjatan com a Ankur
- Arfi Lamba com a Sr. Lamba